# Athletic Association of Small States of Europe
L'Associazione Atletica dei Piccoli Stati d'Europa (Athletic Association of Small States of Europe, AASSE) è un'organizzazione di federazioni di atletica leggera facenti parte dell'Associazione di Atletica Europea (European Athletic Association, EAA) e di Paesi con meno di un milione di abitanti.

## Storia
La proposta iniziale di creazione di una federazione per i piccoli stati europei è stata avanzata per la prima volta nel 1989 da Lussemburgo, Cipro, Islanda e Liechtenstein col fine di rappresentare gli interessi delle piccole federazioni in seno alla IAAF (Internation Association of Athletic Federations, Associazione Internazionale delle Federazioni di Atletica). Anche Gibilterra era interessata alla proposta.
L'appoggio ufficiale dell'EAA venne dato nel 1991 durante il congresso tenutosi a Estoril e nel 1992 venne accettata la partecipazione alla Coppa Bruno Zauli in un'unica squadra degli atleti provenienti dai Paesi membri dell'AASSE. Tale squadra prese parte alla Coppa per la prima volta nel 1994 a Dublino, l'anno in cui venne formata ufficialmente l'AASSE durante il congresso dell'EAA tenutosi a Venezia.
Il Principato di Monaco divenne membro dell'AASSE nel 2000, il Montenegro nel 2006 e Gibilterra nel 2015.

## Consiglio federale
- Presidente - tesoriere:
  -  Frank Carreras
- Segretario onorario: 
  -  Frédéric Choquard
- Vice presidente: 
  -  Pericles Markaris
  -  Bozidar Icevic

## Membri

Paesi membri dell'AASSE

Fanno parte dell'AASSE le seguenti federazioni:
|    | Federazione                                           | Data di ingresso |
| -- | ----------------------------------------------------- | ---------------- |
| 1  | Andorra                                               | Membro fondatore |
| 2  | Cipro                                                 | Membro fondatore |
| 3  | Gibilterra                                            | 2015             |
| 4  | Islanda (Frjálsíþróttasamband Íslands)                | Membro fondatore |
| 5  | Liechtenstein                                         | Membro fondatore |
| 6  | Lussemburgo (Fédération luxembourgeoise d'athlétisme) | Membro fondatore |
| 7  | Malta (Malta Amateur Athletic Association)            | Membro fondatore |
| 8  | Monaco (Fédération monégasque d'athlétisme)           | 2000             |
| 9  | Montenegro (Atletski savez Crne Gore)                 | 2006             |
| 10 | San Marino (Federazione Sammarinese Atletica Leggera) | Membro fondatore |

## Competizioni
I membri dell'AASSE partecipano ai Giochi dei piccoli stati d'Europa, organizzati ogni due anni, a rotazione, dagli stati membri. Una selezione di atleti dell'AASSE partecipa inoltre ai Campionati europei a squadre di atletica leggera.